# Заломное (Большесолдатский район)
Заломное — село в Большесолдатском районе Курской области России. Входит в Сторожевский сельсовет.

## География
Село находится на реке Суджа, в 61 километрах к юго-западу от Курска, в 13 километрах к юго-востоку от районного центра — села Большое Солдатское, в 3 км от центра сельсовета – Сторожевое.
Улицы
В селе улицы: Булгаковка (1 дом), Лукиновка (3 дома), Масяновка (1 дом), Новосёловка (2 дома), Понизовка (1 дом), Толстовка (1 дом).
Климат
Село, как и весь район, расположена в поясе умеренно континентального климата с тёплым летом и относительно тёплой зимой (Dfb в классификации Кёппена).

## Население
| 2002 | 2010 |
| ---- | ---- |
| 42   | ↘31  |

## Транспорт
Заломное находится в 12 км от автодороги регионального значения 38К-004 (Дьяконово — Суджа — граница с Украиной), в 3,5 км от автодороги межмуниципального значения 38Н-026 (Большое Солдатское – Малый Каменец), в 22,5 км от ближайшей ж/д станции Сосновый Бор (линия Льгов I — Подкосылев).